# Bonners Ferry
Bonners Ferry är administrativ huvudort i Boundary County i Idaho. Orten har fått sitt namn efter Edwin L. Bonner som drev färjetrafik. Bonners Ferry hade 2 543 invånare enligt 2010 års folkräkning.